# FDP-Gründungsparteitag 1948
Koordinaten: 49° 38′ 32,3″ N, 8° 38′ 41,6″ O

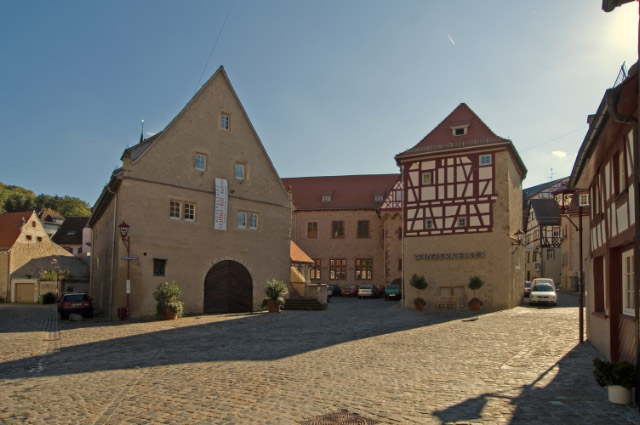
Kurmainzer Amtshof, 2006

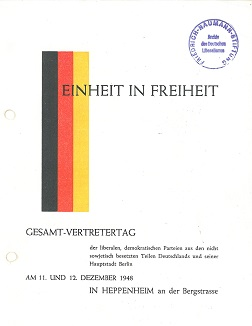
Programmheft zum FDP-Gründungsparteitag in Heppenheim 1948

Der Gründungsparteitag der FDP fand am 11. und am 12. Dezember 1948 in Heppenheim an der Bergstraße statt. Die offizielle Bezeichnung der Partei war „Gesamtvertretertag der liberalen, demokratischen Parteien aus den nicht sowjetisch besetzten Teilen Deutschlands und seiner Hauptstadt Berlin“. Der Parteitag fand im ehemaligen Kurmainzer Amtshof (Amtsgasse 5) statt. Eine Gedenktafel aus Bronze erinnert dort an den Parteitag. Vorangegangen war der gescheiterte Versuch, mit der Demokratischen Partei Deutschlands eine gesamtdeutsche liberale Partei zu schaffen.
Der Ort der Parteigründung war ein historischer, denn am 10. Oktober 1847 hatten sich bei der Heppenheimer Tagung die gemäßigten Liberalen im Vorfeld der Märzrevolution getroffen. Die „Heppenheimer Versammlung“, die im Hotel „Halber Mond“ stattfand, als ein Treffen führender Liberaler gehört zur unmittelbaren Vorgeschichte der deutschen Revolution der Jahre 1848/49.

## Verlauf
Das Treffen stand unter dem Motto „Einheit in Freiheit“.
Hauptredner des ersten Tages war Hermann Höpker-Aschoff, der unter dem Titel „Werk und Wirken in Bonn“ aus dem Parlamentarischen Rat berichtete. Hauptredner des zweiten Tages war Theodor Heuss, der über „Unsere deutsche Mission“ referierte.

## Bundesvorstand

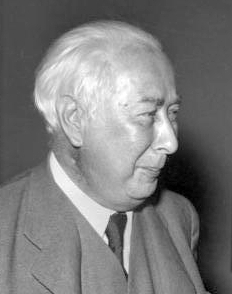
Theodor Heuss, 1953

Als erster Vorsitzender der neu gegründeten Partei wurde Theodor Heuss mit 72 Ja-Stimmen und 15 Enthaltungen gewählt. Als dessen Stellvertreter bestimmten die Delegierten Franz Blücher (81 Stimmen). In den engeren Vorstand wurden gewählt: Thomas Dehler (85), August-Martin Euler (69), Fritz Oellers (62), Hermann Schäfer (76), Carl-Hubert Schwennicke (89) und Eberhard Wildermuth (89). Der Vertraute von Theodor Heuss, Ernst Mayer, fiel hingegen mit nur 31 Stimmen durch, wurde aber später als Generalsekretär benannt.
Daneben wurden zwei Vertreter der Jungdemokraten (Alfred Rauschenbach und Wolfgang Mischnick) und zwei Vertreter der Frauenorganisation (Ella Barowsky und Lotte Friese-Korn) als Mitglieder des Gesamtvorstandes gewählt. Hinzu kamen noch jeweils die Vorsitzenden der Landesverbände und folgende vier Personen: Hermann Höpker-Aschoff, Hermann Dietrich, Wolfgang Glaesser und Hans Reif. August Weber wurde nicht gewählt.
| Position                       | Name |
| ------------------------------ | --- |
| Vorsitzender                   | Theodor Heuss |
| Stellvertretender Vorsitzender | Franz Blücher |
| engerer Vorstand               | Thomas Dehler, August-Martin Euler, Fritz Oellers, Hermann Schäfer, Carl-Hubert Schwennicke, Eberhard Wildermuth                                  |
| erweiterter Vorstand           | Ella Barowsky, Hermann Dietrich, Lotte Friese-Korn, Wolfgang Glaesser, Hermann Höpker-Aschoff, Wolfgang Mischnick, Alfred Rauschenbach, Hans Reif |

## Beschlüsse
Hauptentscheidung war der Zusammenschluss aller 13 liberalen Landesverbände der drei westlichen Besatzungszonen zur Freien Demokratischen Partei. Der Name Liberaldemokratische Partei (LDP) konnte sich dabei nicht durchsetzen, die Bezeichnung Freie Demokratische Partei (FDP) wurde von den Delegierten der Landesverbände mit 64 gegen 25 Stimmen gebilligt.
Der Parteitag verabschiedete die „Heppenheimer Beschlüsse“. Darin wurden in sieben Thesen und einer Präambel die Forderungen der FDP zusammengefasst. Hierzu gehörten eine Begrenzung der Besatzungskosten, die Befreiung des deutschen Exportes von bestehenden Einschränkungen und eine Steuerreform, die das Sparen begünstigen sollte. Außerdem wurde ein Lastenausgleich gefordert.
Auf dem Gründungsparteitag gelang es nur mit Mühe, das linksliberale und das nationalliberale Lager zusammenzuhalten. Die gemeinsame programmatische Schnittmenge war beim FDP-Gründungsparteitag der wirtschaftspolitische Grundsatz einer freien marktwirtschaftlichen Ordnung und die Ablehnung jeglicher Sozialisierungsbestrebungen.

## Dokumente

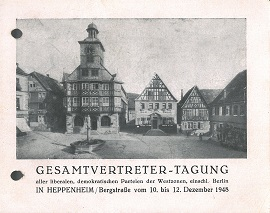
Einladungskarte von Liselotte Funcke